# Salt Lake Golden Eagles
I Salt Lake Golden Eagles sono stati una squadra di hockey su ghiaccio della con sede nella città di Salt Lake City, capitale dello Stato dello Utah. Nacquero nel 1969 come formazione della Western Hockey League e disputarono i loro incontro casalinghi al Salt Palace. Nel 1974 si trasferirono nella Central Hockey League mentre nel 1984 allo scioglimento della CHL si trasferirono nella International Hockey League, lega in cui rimasero fino al 1994, anno dello scioglimento della franchigia. Nelle ultime tre stagioni giocarono presso il Delta Center.

## Storia
I Salt Lake Golden Eagles nacquero nel 1969 come nuova franchigia della Western Hockey League e giocarono presso il Salt Palace. Fin dalla prima stagione i Golden Eagles furono uno dei principali farm team di diverse formazioni della National Hockey League, e col passare degli anni le prestazioni della squadra migliorarono fino a raggiungere la finale della Lester Patrick Cup del 1973, persa contro i Phoenix Roadrunners. Un anno più tardi la lega si sciolse e i Golden Eagles insieme ad altre squadre si trasferirono nella Central Hockey League.
Alla prima stagione nella CHL i Golden Eagles conquistarono la prima di tre Adams Cup stabilendo inoltre nel 1977 un accordo con i St. Louis Blues durato per ben sei stagioni. Gli altri due titolo giunsero con una doppietta nel 1980 e nel 1981, tuttavia nel 1984 anche la Central Hockey League cessò le proprie attività costringendo la squadra a un altro trasloco.
Quell'anno la formazione si iscrisse all'International Hockey League e iniziò un rapporto di collaborazione con i Calgary Flames durato nove anni. In quelle stagioni la squadra cambiò anche i propri colori sociali avvicinandosi a quelli dei Flames. Nel 1987 e nel 1988 la squadra vinse due Turner Cup consecutive arrivando in finale anche l'anno successivo. Nel 1991 i Golden Flames lasciarono il Salt Palace e si trasferirono nel nuovo Delta Center. Nel 1994 la franchigia fu acquisita da una cordata di imprenditori di Detroit e lasciò la città per assumere il nome di Detroit Vipers. L'hockey sarebbe ritornato a Salt Lake City un anno più tardi grazie agli Utah Grizzlies.

### Affiliazioni
Nel corso della loro storia i Salt Lake Golden Eagles sono stati affiliati alle seguenti franchigie della National Hockey League:
- Boston Bruins: (1969-1970)
- Montreal Canadiens: (1969-1970)
- Buffalo Sabres: (1970-1972)
- California Golden Seals: (1972-1976)
- Los Angeles Kings: (1974-1975)
- Cleveland Barons: (1976-1977)

- St. Louis Blues: (1977-1983)
- Minnesota North Stars: (1983-1984)
- Calgary Flames: (1984-1993)
- Hartford Whalers: (1984-1987)
- New York Rangers: (1984-1986)
- New York Islanders: (1993-1994)

## Record stagione per stagione
| Stagione                      | Division | Gare | V  | S  | P  | OTL | SOL | Punti | GF  | GS  | Piazzamento | Play-off                                                                                         |
| ----------------------------- | -------- | ---- | -- | -- | -- | --- | --- | ----- | --- | --- | ----------- | ------------------------------------------------------------------------------------------------ |
| Salt Lake Golden Eagles (WHL) |          |      |    |    |    |     |     |       |     |     |             |                                                                                                  |
| 1969-70                       | WHL      | 72   | 15 | 43 | 14 | -   | -   | 44    | 240 | 366 | 7°          |                                                                                                  |
| 1970-71                       | WHL      | 72   | 18 | 49 | 5  | -   | -   | 41    | 217 | 327 | 6°          |                                                                                                  |
| 1971-72                       | WHL      | 72   | 29 | 33 | 10 | -   | -   | 68    | 250 | 254 | 5°          |                                                                                                  |
| 1972-73                       | WHL      | 72   | 32 | 25 | 15 | -   | -   | 79    | 288 | 259 | 2°          | vince semifinali (Denver) 4-1 perde Lester Patrick Cup (Phoenix) 0-4                             |
| 1973-74                       | WHL      | 78   | 41 | 33 | 4  | -   | -   | 86    | 356 | 297 | 2°          | perde semifinali (Portland) 1-4                                                                  |
| Salt Lake Golden Eagles (CHL) |          |      |    |    |    |     |     |       |     |     |             |                                                                                                  |
| 1974-75                       | Northern | 78   | 43 | 24 | 11 | -   | -   | 97    | 317 | 245 | 1°          | vince semifinali (Omaha) 3-1 vince Adams Cup (Dallas) 4-3                                        |
| 1975-76                       | CHL      | 76   | 37 | 35 | 4  | -   | -   | 78    | 300 | 299 | 3°          | perde semifinali (Dallas) 1-4                                                                    |
| 1976-77                       | CHL      | 76   | 31 | 39 | 6  | -   | -   | 68    | 276 | 288 | 5°          |                                                                                                  |
| 1977-78                       | CHL      | 76   | 42 | 31 | 3  | -   | -   | 87    | 283 | 238 | 2°          | perde semifinali (Dallas) 2-4                                                                    |
| 1978-79                       | CHL      | 78   | 47 | 22 | 7  | -   | -   | 101   | 314 | 209 | 1°          | vince semifinali (Fort Worth) 4-1 perde Adams Cup (Dallas) 1-4                                   |
| 1979-80                       | CHL      | 80   | 49 | 24 | 7  | -   | -   | 105   | 342 | 259 | 1°          | vince 1º turno (Houston) 4-2 vince Adams Cup (Fort Worth) 4-3                                    |
| 1980-81                       | CHL      | 80   | 46 | 29 | 5  | -   | -   | 97    | 368 | 295 | 2°          | vince 1º turno (Fort Worth) 3-2 vince semifinali (Tulsa) 4-1 vince Adams Cup (Wichita) 4-3       |
| 1981-82                       | North    | 80   | 47 | 30 | 3  | -   | -   | 97    | 368 | 329 | 1°          | vince 1º turno (Oklahoma City) 3-1 perde Adams Cup (Dallas) 2-4                                  |
| 1982-83                       | CHL      | 80   | 41 | 38 | 1  | -   | -   | 83    | 318 | 312 | 4°          | vince 1º turno (Indianapolis) 2-4                                                                |
| 1983-84                       | CHL      | 72   | 35 | 35 | 2  | -   | -   | 72    | 334 | 330 | 3°          | vince 1º turno (Tulsa) 1-4                                                                       |
| Salt Lake Golden Eagles (IHL) |          |      |    |    |    |     |     |       |     |     |             |                                                                                                  |
| 1984-85                       | West     | 80   | 35 | 35 | 8  | 4   | -   | 82    | 332 | 323 | 3°          | perde 1º turno (Fort Wayne) 3-4                                                                  |
| 1985-86                       | West     | 82   | 44 | 36 | 0  | 2   | -   | 82    | 340 | 325 | 4°          | perde 1º turno (Fort Wayne) 1-4                                                                  |
| 1986-87                       | West     | 82   | 39 | 31 | 2  | 10  | -   | 90    | 360 | 357 | 2°          | vince 1º turno (Milwaukee) 4-2 vince semifinali (Fort Wayne) 4-1 vince Turner Cup (Muskegon) 4-2 |
| 1987-88                       | West     | 82   | 40 | 34 | -  | 8   | -   | 88    | 308 | 303 | 2°          | vince 1º turno (Peoria) 4-3 vince semifinali (Colorado) 4-2 vince Turner Cup (Flint) 4-2         |
| 1988-89                       | West     | 82   | 56 | 22 | -  | 4   | -   | 116   | 369 | 294 | 1°          | vince 1º turno (Denver) 4-0 vince semifinali (Milwaukee) 4-1 perde Turner Cup (Muskegon) 1-4     |
| 1989-90                       | West     | 82   | 37 | 36 | -  | 9   | -   | 83    | 326 | 311 | 2°          | vince 1º turno (Milwaukee) 4-2 perde semifinali (Indianapolis) 1-4                               |
| 1990-91                       | West     | 83   | 50 | 28 | -  | 5   | -   | 105   | 353 | 296 | 2°          | perde 1º turno (Phoenix) 0-4                                                                     |
| 1991-92                       | West     | 83   | 33 | 40 | -  | 1   | 8   | 75    | 252 | 304 | 4°          | perde 1º turno (Kansas City) 1-4                                                                 |
| 1992-93                       | Pacific  | 82   | 38 | 39 | -  | 3   | 2   | 81    | 269 | 305 | 2°          |                                                                                                  |
| 1993-94                       | Pacific  | 81   | 24 | 52 | -  | 0   | 5   | 75    | 243 | 377 | 4°          |                                                                                                  |

## Record della franchigia

### Singola stagione
Gol: 68  Paul Ranheim (1988-89)
Assist: 88  Scott MacLeod (1984-85)
Punti: 139  Scott MacLeod (1984-85)
Minuti di penalità: 419  Rick Hayward (1989-1990)

### Carriera
Gol: 205  Rich Chernomaz
Assist: 339  Lyle Bradley
Punti: 501  Rich Chernomaz
Minuti di penalità: 1000  Rich Chernomaz
Partite giocate: 463  Lyle Bradley

## Palmarès

### Premi di squadra
- Adams Cup: 3

1974-1975, 1979-1980, 1980-1981
- Turner Cup: 2

1986-1987, 1987-1988

### Premi individuali
- Commissioner's Trophy: 1

Wayne Thomas: 1986-1987
- Gary F. Longman Memorial Trophy: 1

Paul Ranheim: 1988-1989
- Governor's Trophy: 1

Brian Glynn: 1989-1990
- Jake Milford Trophy: 3

Jack Evans: 1974-1975, 1978-1979, 1979-1980
- Iron Man Award: 1

Floyd Thomson: 1978-1979
- Ken McKenzie Trophy (CHL): 2

Joe Mullen: 1979-1980
Scott MacLeod: 1983-1984
- Ken McKenzie Trophy (IHL): 4

Paul Ranheim: 1988-1989
Tim Sweeney: 1989-1990
C.J. Young: 1990-1991
Kevin Wortman: 1991-1992
- Leo P. Lamoureux Memorial Trophy: 2

Scott MacLeod: 1984-1985, 1985-1986
- Max McNab Trophy: 1

Doug Grant: 1979-1980
- Phil Esposito Trophy: 3

Doug Palazzari: 1979-1980
Joe Mullen: 1980-1981
Scott MacLeod: 1983-1984
- Terry Sawchuk Trophy: 2

Doug Grant e Ed Staniowski: 1977-1978
Doug Grant e Terry Richardson: 1978-1979
- Tommy Ivan Trophy: 3

Doug Palazzari: 1977-1978, 1979-1980
Joe Mullen: 1980-1981